# Malaysia-Singapore Second Link
Der Malaysia-Singapore Second Link (malaiisch: Laluan Kedua Malaysia–Singapura, umgangssprachlich: Second Link, Linkedua) ist eine Straßenbrücke zwischen dem malaiischen Bundesstaat Johor und Singapur. Die Brücke wurde am 2. Januar 1998 offiziell eröffnet.

## Planungs- und Bauphase

### Planungsphase
Die Idee zum Bau der Second Link kam im Juni 1980 auf, da der Verkehr auf dem Johor–Singapore Causeway, der die Stadt Johor Bahru mit Singapur verband und damals die einzige Überquerung der Straße von Johor war, stetig zunahm und zu langen Staus führte. In den nächsten Monaten wurden die malaiische Regierung und die Regierung des Bundesstaates Johor vom Plan überzeugt und ein Komitee zur Umsetzung des Plans wurde ins Leben gerufen. Den Auftrag zum Bau der Brücke erhielt das Unternehmen United Engineers Malaysia Berhad (UEM), das weltweit Großprojekte wie Brücken, Autobahnen, Hochhäuser und Industrieanlagen errichtete. Am 22. März 1994 schlossen Malaysia und Singapur ein Abkommen über den Bau der Brücke, indem sie die Verantwortung für den Bau der Brücke auf ihrer Seite der Seegrenze übernahmen, durch dieses Abkommen war der Weg für den Baubeginn geebnet.

### Bauphase

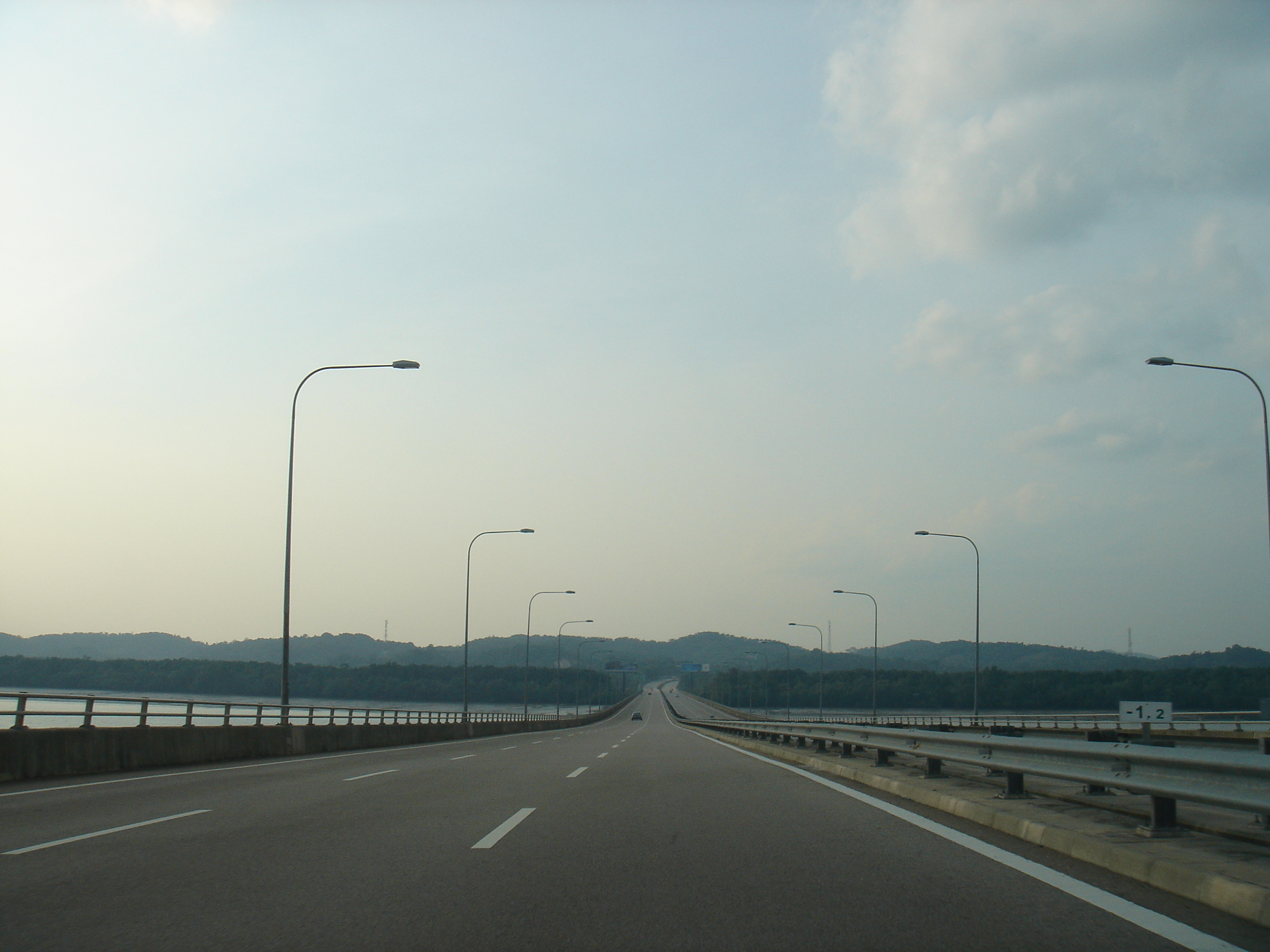
Blick über den Second Link nach Malaysia

Im Oktober 1994 begann der Bau der Brücke, der weitgehend ohne größere Schwierigkeiten verlief. Im Oktober 1997 war die Brücke strukturell fertiggestellt, jedoch fand die offizielle Eröffnung erst am 2. Januar 1998 statt, durchgeführt durch den Premierminister von Malaysia, Seri Dr. Mahathir Mohamad, und den Premierminister von Singapur, Goh Chok Tong.

## Infrastruktur für den Second Link
Der Bau des Second Links erforderte weitere Baumaßnahmen in der Umgebung. Um die Brücke an den Straßenverkehr anzuschließen, wurde in Singapur der Straßenverlauf des Ayer Rajah Expressways verändert, sodass dieser zur Second Link führte. Von Malaysia konnte die Brücke über den neuen Second Link-Expressway erreicht werden. Außerdem wurden ein Immigrations- und Quarantäne-Komplex, eine Zollstelle, zwei Serviceorte und drei Mautstellen errichtet.

## Nutzung

### Autoverkehr

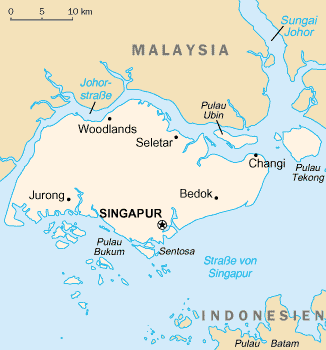
Singapur und Süd-Malaysia

Hauptsinn der Brücke ist die Erleichterung des Autoverkehrs zwischen Malaysia und Singapur. Für diesen wird allerdings eine Maut fällig. Diese ist in beiden Ländern unterschiedlich:
Tanjung Kupang Mautstelle (Richtung Malaysia):
| Klasse | Fahrzeugtyp             | Maut in Malaiischen Ringgit (RM) |
| ------ | ----------------------- | -------------------------------- |
| 0      | Motorräder              | 1,10 RM                          |
| 1      | Pkw                     | 7,50 RM                          |
| 2      | Transporter/Lieferwagen | 17,10 RM                         |
| 3      | Lkw                     | 34,40 RM                         |
| 4      | Taxen                   | 5,70 RM                          |
| 5      | Busse                   | 9,10 RM                          |

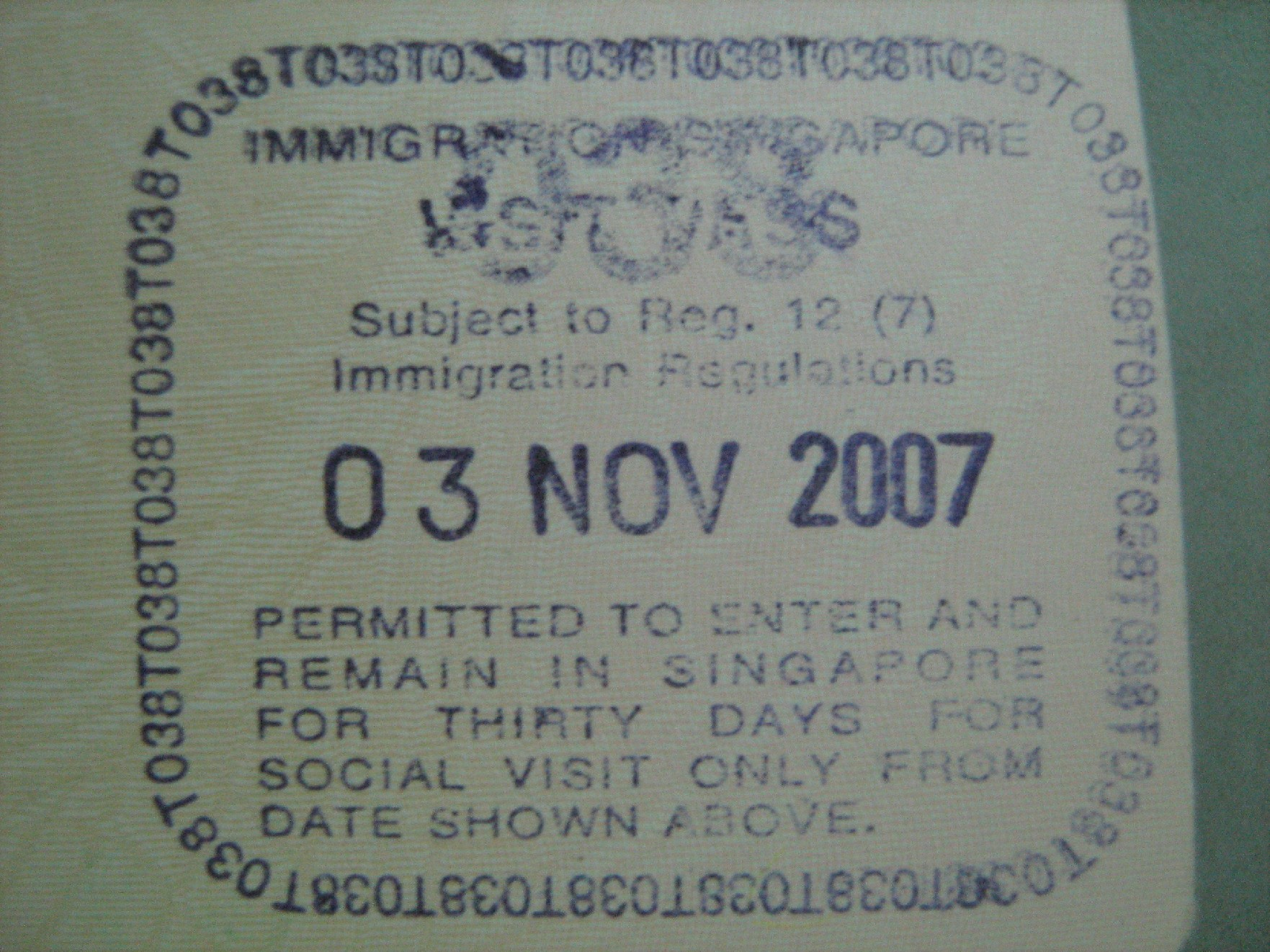
Stempel Singapur Tuas Mautstelle

Tuas Checkpoint (Richtung Singapur):
| Klasse | Fahrzeugtyp             | Maut in Singapur-Dollar (S$) |
| ------ | ----------------------- | ---------------------------- |
| 0      | Motorräder              | 0,50 S$                      |
| 1      | Pkw                     | 3,20 S$                      |
| 2      | Transporter/Lieferwagen | 7,40 S$                      |
| 3      | Lkw                     | 14,70 S$                     |
| 4      | Taxen                   | 2,50 S$                      |
| 5      | Busse                   | 3,90 S$                      |

### Johor–Singapore International 2nd Link Bridge Run
Der Johor–Singapore International 2nd Link Bridge Run ist ein seit 1999 jährlich ausgetragener Lauf über die Brücke mit wachsender Teilnehmerzahl. Der Lauf sprach mehr als 15.000 Läufer an, die aktiv daran teilnahmen. Der Lauf galt als Symbol der Freundschaft Singapurs und Malaysia. Im Jahre 2005 wurde der Lauf allerdings, zum Ärger der Teilnehmer und Zuschauer, nicht mehr organisiert. Dies ist vermutlich auf die schwierigeren politischen Beziehungen zwischen den Ländern zurückzuführen.

## Bedeutung
Die Brücke ist eine der wichtigsten Verkehrsadern der Region geworden und bei Autofahrern wie Lkw-Fahrern auf Grund des meist flüssigen Verkehrs beliebt, außerdem ist sie ein Symbol der Verbundenheit zwischen den Anrainern.

## Verkehr
Die Brücke hat eine Kapazität von 200.000 Autos pro Tag, diese wird selten erreicht, sodass der Verkehr weitestgehend flüssig verläuft. Dadurch wird die Brücke zu einer der schnellsten Zugangsstraßen nach Singapur. Durch den Malaysia-Singapore Second Link und andere Querungen der Straße von Johor wurde der Johor-Singapur-Damm als Hauptschlagader des Verkehrs deutlich entlastet und ist jetzt eine der weniger belebten Straßen nach Singapur. Auf dem Malaysia-Singapore Second Link fährt auch eine Buslinie, die Pendlern und anderen Einheimischen die Überquerung der Straße von Johor erleichtert.